# Энциклопедии Ларусса
Энциклопедии Ларусса — энциклопедии, выпущенные в 1852 году в Париже издательством «Ларусс» педагогом и лексикографом П. Ларуссом (1817—1875).
Большой универсальный словарь XIX века, так называемый «Ларусс XIX века» издан в 1865—1876 годах в 15 томах (2 дополнительных тома — в 1878 и 1888 годах). В нём преобладают статьи гуманитарной тематики, значительное место занимают литературные и музыкальные произведения В 1897—1904 годах вышел «Новый иллюстрированный Ларусс в 7 томах», дополнительный том — в 1906 году; в 1927—1933 годах — «Ларусс XX века в 6 томах», пересмотренное издание — в 1948—1950 годах, дополнительный том — в 1953 году. В 1960—1964 годах издана многотомная энциклопедия Ларусса — «Большой энциклопедический Ларусс в 10 томах» (дополнительный том — в 1968 году). Статьи имеют форму краткой справки, поэтому энциклопедия содержит более 450 тысяч терминов. С 1905 года ежегодно издаётся однотомный «Малый Ларусс», составленный из толковых и энциклопедических словарей. Изданы малые энциклопедии: словари для детей и молодёжи, музыкальные, медицинские, сельскохозяйственные, географические, гастрономические «Ларуссы» и другие.